# Шевердиновка
Шевердиновка — деревня в Рязанском районе Рязанской области. Входит в Льговское сельское поселение.

## География
Находится в северо-западной части Рязанской области на расстоянии приблизительно 16 км на юго-восток по прямой от вокзала станции Рязань I.

## История
На карте 1840 года деревня уже была отмечена. На карте 1850 года отмечена как поселение с 6 дворами. В 1859 году здесь (тогда деревня Рязанского уезда Рязанской губернии) было учтено 8 дворов, в 1897 — 25.

## Население
Численность населения: 97 человек (1859 год), 191 (1897), 0 в 2002 году, 1 в 2010.